# Hengxiang Cycling Team/Saison 2011
Dieser Artikel listet Erfolge und Fahrer des Radsportteams Hengxiang Cycling Team in der Saison 2011 auf.

## Mannschaft
| Name                         | Geburtstag        | Nationalität        | Team 2010               |
| ---------------------------- | ----------------- | ------------------- | ----------------------- |
| Han Xuxiang                  | 12. Februar 1990  | Volksrepublik China | Neoprofi                |
| Liu Hui                      | 17. April 1990    | Volksrepublik China | Neoprofi                |
| Liu Yilin                    | 7. Januar 1985    | Volksrepublik China | Marco Polo Cycling Team |
| Wang Chuanhao (ab 1. August) | 4. Juni 1991      | Volksrepublik China | Neoprofi                |
| Wang Meiyin                  | 26. Dezember 1988 | Volksrepublik China | Neoprofi                |
| Xing Fu                      | 26. Januar 1988   | Volksrepublik China | Marco Polo Cycling Team |
| Zhao Chengce                 | 23. November 1991 | Volksrepublik China | Neoprofi                |
| Zhao Guibao                  | 17. März 1991     | Volksrepublik China | Neoprofi                |